# Lissodelphis
Lissodelphis es un género de cetáceos odontocetos de la familia Delphinidae que cuenta con dos especies caracterizadas por la ausencia de la aleta dorsal.

## Especies
- Lissodelphis borealis - delfín septentrional sin aleta.
- Lissodelphis peronii - delfín meridional sin aleta.